# Natalie Bennett

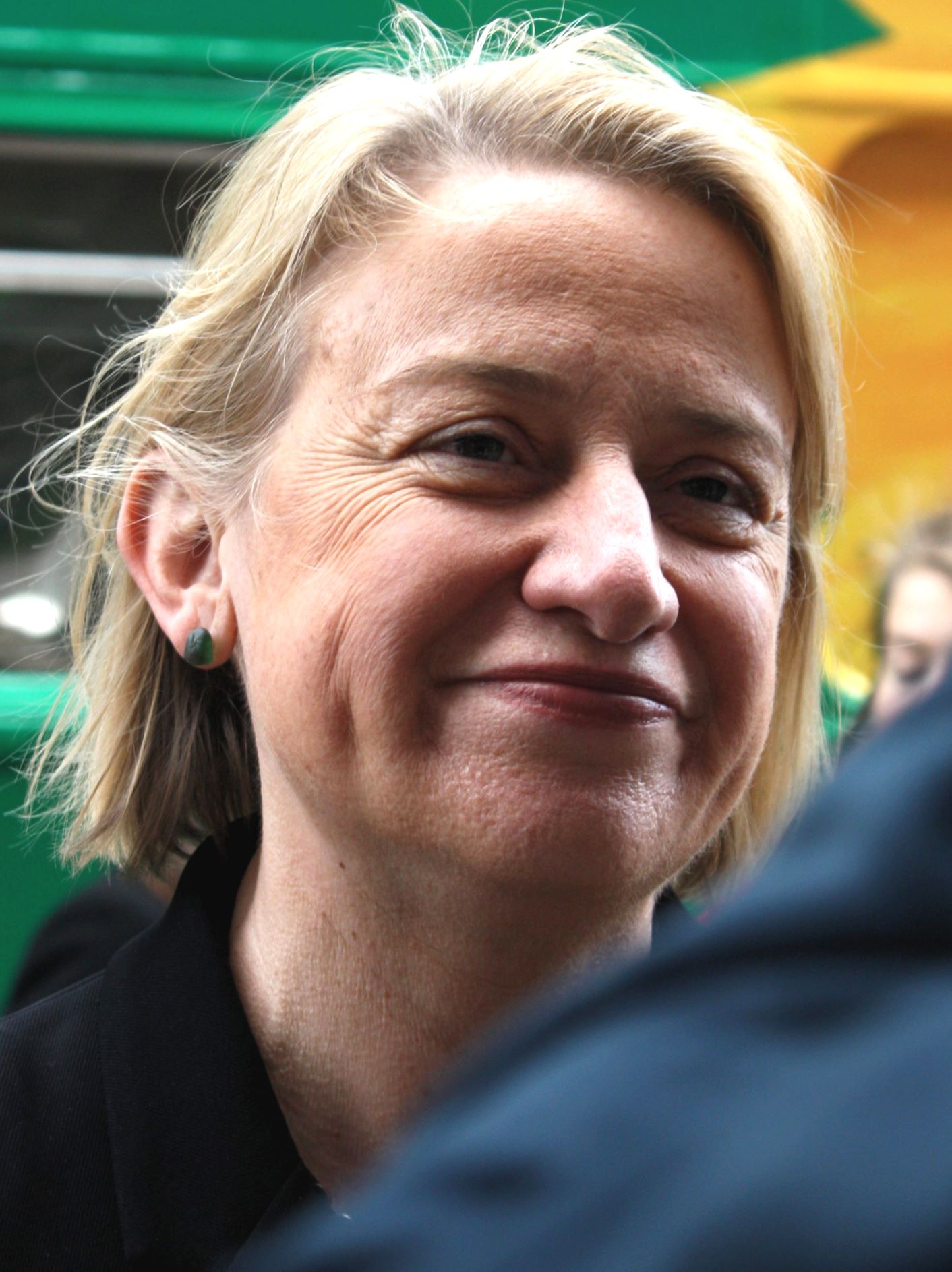
Natalie Bennett, 2015

Natalie Louise Bennett, Baroness Bennett of Manor Castle (* 10. Februar 1966 in Sydney) ist eine britische Politikerin und Journalistin. Von September 2012 bis September 2016 war sie Leiterin der Green Party of England and Wales.

## Leben
Natalie Bennett wurde in Sydney in Australien in eine Arbeiterfamilie geboren. Nach dem Schulbesuch absolvierte sie ein Studium an der Universität Sydney im Fach Agrarwissenschaften, das sie mit einem Bachelor of Science in Agriculture (BAgrSc Hons) abschloss. An der australischen University of New England
studierte sie außerdem Asien-Studien und erwarb an der University of Leicester in England einen Master-Titel im Fach Massenkommunikation (mass communication).
Schon in Australien begann sie journalistisch aktiv zu werden. Sie verließ 1995 ihr Heimatland und lebte anschließend 18 Monate in Thailand, wo sie als Freiwillige in einer Frauenhilfsorganisation (Office of the National Commission on Women's Affairs) arbeitete. Seit 1999 hatte sie ihren Wohnsitz im Vereinigten Königreich und war dort journalistisch für den Guardian, den Independent und die Times tätig.
Bennett lebt im Norden Londons. Ihr Lebensgefährte Jim Jepps war früher ein Aktivist der Socialist Workers Party, die er jedoch 2003 verlassen hat. Sie ist Vegetarierin und bezeichnet sich als Feministin. Bennett gehört mittlerweile zu den prominenteren britischen Politikern und trat im Vorfeld der Unterhauswahl 2015 in mehreren landesweit ausgestrahlten zentralen Fernsehdebatten als Vertreterin der Grünen Parteien auf. Sie spricht Englisch mit einem australischen Akzent. Auf ihr Heimatland angesprochen meinte sie im Interview 2013, dass sie nunmehr seit 18 Jahren nicht mehr dort wohne, nur noch wenige Kontakte dorthin habe und sich nicht mehr vorstellen könne dorthin zurückzukehren („I can’t imagine going there by choice.“).

## Politik
Seit dem 1. Januar 2006 ist sie Mitglied der Green Party of England and Wales. Am 3. September 2012 wurde sie zur Parteivorsitzenden als Nachfolgerin von Caroline Lucas gewählt. Zu diesem Zeitpunkt war sie erst seit sechs Jahren Parteimitglied. Im September 2014 wurde sie in dieser Position wiedergewählt. Während Bennetts Amtszeit stieg die Mitgliederzahl der Green Party von 13.000 auf über 60.000 Mitglieder. Gleichzeitig konnte bei den Unterhauswahlen 2015 statt eines erhofften Machtausbaus nur das Mandat von Caroline Lucas gehalten werden. Im Mai 2016 kündigte Bennett an, dass sie sich im August 2016 nicht um eine dritte Amtszeit bewerben werde.
Am 7. Oktober 2019 wurde sie als Baroness Bennett of Manor Castle, of Camden in the London Borough of Camden, zur Life Peeress erhoben und ist dadurch seither Mitglied des House of Lords.